# Lamar Johnstone
Edward Lamar Johnstone (1886 – 21 de maig de 1919) va ser un actor i director de cinema mut que va participar en més de 80 pel·lícules entre el 1911 i el 1919, any de la seva mort.

## Biografia
Va néixer a Fairfax, Virginia, el 1886. Les seves primeres actuacions en el teatre com a actor juvenil van tenir lloc a Rome (Georgia) el 1908. El 1910 va ser contractat per una companyia de vodevil i un any després va ser contractat per la Kalem de Nova York però no consta en cap pel·lícula.
Poc després va ser contractat per la Éclair on va interpretar diferents rols de protagonista. A partir de 1913 va passar a Majestic, posteriorment, el 1914 va passar a Selig Polyscope Company. Va interpretar moltes pel·lícules de Western especialitzant-se en el paper de malvat.
Apart de l'ofici d'actor, va dirigir tres pel·lícules: Truth in the Wilderness (1913), The Turning Point (1914), i The Unforgiven (1915).
Era una persona considerada com afeccionada a l'esport. El 21 de maig de 1919 va ser trobat mort a la seva habitació a Palm Springs (Califòrnia) on es trobava rodant la pel·lícula The Last of the Duanes (1919) de William Farnum. Segons els metges la causa va ser una aturada cardíaca.

## Filmografia
Entre parèntesis s'indica l'any d'estrena de la pel·lícula
Primera etapa a Éclair
- Keeping an Eye on Father (1912)
- The Fateful Diamond (1912)
- It Pays to Be Kind (1912)
- A Lucky Holdup (1912)
- The Legend of Sleepy Hollow (1912)
- The High Cost of Living (1912)
- The Holy City (1912)
- A Double Misunderstanding (1912)
- The Double Cross (1912)
- The Mighty Hunter (1912)
- Because of Bobbie (1912)
- Boys Again (1912)
- Aunt Hetty's Goldfish (1912)
- Wanted a Wife in a Hurry (1912)
- Robin Hood (1912)
- The Passing Parade (1912)
- The Guest at the Parsonage (1912)
- Filial Love (1912)
- Surprising Eliza (1912)
- Caprices of Fortune (1912)
- Silent Jim (1912)
- What Father Did (1912)
- Foiling a Fortune Hunter (1912)
- Their Children's Approval (1912)
- Dick’s Wife (1912)
- The Vengeance of the Fakir (1912)
- A Tammany Boarder (1913)
- The Gallop of Death (1913)
- For His Child's Sake (1913)
- The Love Chase (1913)
- For Better or for Worse (1913)
- A Night of Anguish (1913)
- The Sons of a Soldier (1913)
- The Key (1913)
- Hearts and Crosses (1913)

Pel·lícules a Majestic Motion Picture Company
- The Politician (1913)
- One of the Finest  (1913)
- Through a Telescope (1913)
- Greasepaint Indians (1913)
- The Lady Killer  (1913)
- A Trade Secret  (1913)
- A Perilous Ride  (1913)
- For His Loved One (1913)
- The Winning Loser (1913)
- The Love of Conchita (1913)
- A Man of the Wilderness (1913)
- The Wedding Write-Up (1913)
- Vengeance  (1913)
- The Bravest Man (1913)
- A Warm Welcome (1913)
- The Hendrick's Divorce (1913)
- The Padre's Sacrifice (1913)
- The God of Tomorrow (1913)
- The Prisoner of the Mountains (1913)
- Helen's Stratagem (1913)
- The Baby (1913)
- Mollie and the Oil King (1914)
- The Lackey (1914)
- The Vengeance of Najerra (1914)
- The Portrait of Anita (1914)
- The Reform Candidate  (1914)
- The Rector's Story (1914)
- His First Love (1914)
- They Who Dig Pits (1914)
- The Warning Cry (1914)
- The Tie That Binds (1914)
- An Unredeemed Pledge (1914)

Pel·lícules per a Selig
- The Reparation (1914)
- The Wasp (1914)
- 'C D' - A Civil War Tale (1914)
- Peggy, of Primrose Lane (1914)
- The Broken 'X' (1914)
- The Fates and Ryan (1914)
- Her Sister (1914)
- The Lure of the Windigo (1914)
- The Lady or the Tigers (1914)
- One Traveler Returns (1914)
- The Flower of Faith (1914)
- The Van Thornton Diamonds (1915)
- Hearts of the Jungle (1915)
- The Lady of the Cyclamen (1915)
- The Face at the Window (1915)
- The Tyrant of the Veldt (1915)
- The Blood Yoke (1915)
- Willie Goes to Sea (1915)
- Tragedy in Panama (1915)
- The Fortunes of Mariana (1915)
- The Shadow and the Shade (1915)
- The Unfinished Portrait (1915)
- Jimmy (1915)
- The Face in the Mirror (1915)
- The Ne'er Do Well (1916)

Pel·lícules per a diferents productores
Entre parèntesis s'indica quina companyia va produir cada pel·lícula.
- The Secret of the Submarine (1915, American Film co)
- The Tongues of Men (1916, Oliver Morosco Photoplay Co)
- Ben Blair (1916, Pallas Pictures)
- The Impersonation (1916, El Dorado Feature Film Co)
- The Return of James Jerome (1916, Lubin)
- The Planter (1917, Nevada Motion Picture Co)
- The Calendar Girl (1917, American Film co)
- That Devil, Bateese (1918, Universal)
- The Girl of My Dreams (1918, National Film Corp.)
- Diane of the Green Van (1919, Winsome Stars Corp)
- Tapering Fingers (1919, Universal)
- A Man in the Open (1919, United Picture Theatres of America)
- The Sheriff's Son (1919, Paramount)
- The Lone Star Ranger (1919, Fox)
- Wolves of the Night (1919, Fox)
- ''The Last of the Duanes (1919, Fox)
- The Spite Bride (1919, Selznick Pictures Corp)